# Omicron flavonigrum
Omicron flavonigrum är en stekelart som beskrevs av Giordani Soika 1973. Omicron flavonigrum ingår i släktet Omicron och familjen Eumenidae. Inga underarter finns listade i Catalogue of Life.